# Bitwa u wybrzeży Rumany
Bitwa u wybrzeży Rumany (hebr. קרב רומני, kraw Rumani, arab. معركة ساحل رمانة) – bitwa morska pomiędzy okrętami Izraelskiego Korpusu Morskiego a Egipską Marynarką Wojenną, do której doszło 11 lipca 1967 roku u wybrzeży miejscowości Rumany na półwyspie Synaj. Siły izraelskie składały się z niszczyciela „Ejlat” oraz dwóch kutrów torpedowych „Aja” i „Daja”, z kolei po stronie egipskiej były dwa radzieckie kutry torpedowe projektu 183 (kod NATO: P-6). Starcie zakończyło się zatopieniem jednostek egipskich i śmiercią ich załóg. Izraelczycy po swojej stronie zanotowali tylko rannych.

## Tło wydarzeń

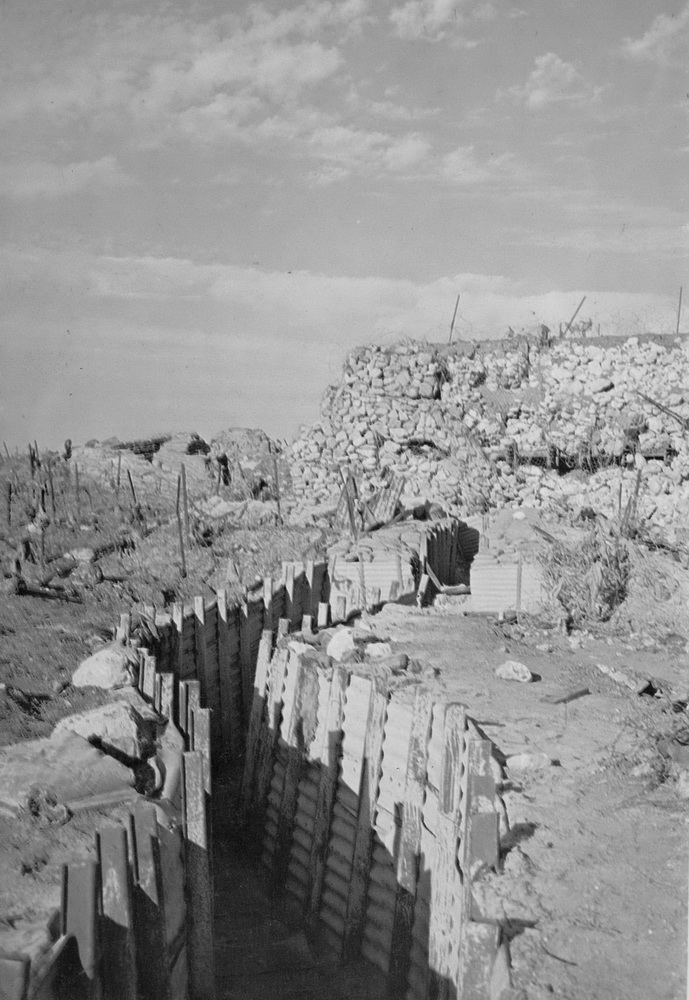
Izraelska linia Bar-Lewa wzdłuż wschodniego wybrzeża Kanału Sueskiego

Koniec wojny sześciodniowej w 1967 roku nie stanowił zakończenia konfliktu arabsko-izraelskiego. Państwa arabskie nie mogły się pogodzić ze zwycięstwem Izraela oraz ze wzrostem jego pozycji w regionie. We wrześniu 1967 roku odbyła się konferencja w Chartumie, na której do głosu doszli zwolennicy prowadzenia zdecydowanej polityki wobec Izraela. Uznali, że nie można prowadzić żadnych negocjacji i rozmów pokojowych z politykami izraelskimi. Egipcjanie nie pogodzili się ze stratą Synaju, a Izrael nie akceptował postanowień Rezolucji Rady Bezpieczeństwa ONZ nr 242 nakazującej mu zwrot zdobytych terytoriów. W wyniku napięć politycznych doszło początkowo do pojedynczych, później regularnych, ostrzałów pozycji jednej i drugiej strony nad Kanałem Sueskim. Toczący się od 1967 do 1970 roku konflikt nazwany został wojną na wyczerpanie. Gamal Abdel Naser wierzył, że przedłużający się zatarg doprowadzi do osłabienia Izraela. W trakcie konfliktu dochodziło do operacji desantowych, naruszeń przestrzeni powietrznych, ostrzałów i wypadów komandosów na tyły wroga. Egipt chciał przez to utrzymać zainteresowanie międzynarodowe sytuacją nad Kanałem Sueskim i zyskać sojuszników. Naser otrzymał szeroką pomoc wojskową ze Związku Radzieckiego. Z kolei Izrael nie chciał pokazać słabości i wycofać się z pozycji na zachodzie Synaju mimo strat wśród żołnierzy stacjonujących na linii Bar-Lewa. Obszar walk w trakcie wojny na wyczerpanie był również poligonem doświadczalnym dla nowego sprzętu amerykańskiego i radzieckiego.

## Preludium
Zwycięstwo Izraela w wojnie sześciodniowej sprawiło, że rozciągnął on, wbrew Rezolucji Rady Bezpieczeństwa ONZ nr 242, swoją zwierzchność nad obszarem Synaju. Wydłużyło to linię brzegową Izraela, którego Korpus Morski, prócz patrolowania wód Morza Czerwonego i Zatoki Akaba, musiał zabezpieczyć wybrzeża Półwyspu Synaj. Obszar odpowiedzialności marynarki izraelskiej stał się w efekcie pięciokrotnie większy (łącznie 800 km linii brzegowej) niż przed wojną sześciodniową.
Izraelski Korpus Morski odpowiadał także za zapewnienie bezpieczeństwa krajowym kutrom rybackim, które po wojnie sześciodniowej zaczęły wykorzystywać łowiska znajdujące się na północ od Synaju. Marynarka izraelska była dodatkowo zaniepokojona faktem, iż Egipcjanie powrócili do ewakuowanego w trakcie wojny sześciodniowej portu w Port Saidzie .
Egipcjanie posiadali przewagę ilościową nad Izraelczykami. Mimo to, pojawianie się ich okrętów na wodach przy Synaju było krótkotrwałe, a przy kontakcie wzrokowym jednostki egipskie zawracały. Do jednego z incydentów doszło podczas nocnego patrolu dwóch izraelskich kutrów torpedowych pod koniec czerwca 1967 roku. Na wysokości Al-Arisz Izraelczycy dostrzegli na radarze dwie jednostki egipskie, które po pewnym czasie wycofały się. Zidentyfikowano je jako kutry torpedowe projektu 183. Według Izraela już samo pojawienie się wrogich jednostek na wodach wzdłuż Synaju było naruszeniem zawieszenia ognia, ale uznano, że nie stwarzały one zagrożenia wymagającego otwarcia ognia. Poinformowano o tym incydencie głównodowodzącego wówczas Korpusem Morskim generała Szelomo Erela. Zwołał on naradę, na której podjęto temat zmiany działań operacyjnych podczas patroli. Nie wiedziano, dlaczego Egipcjanie co jakiś czas dokonują infiltracji wód wzdłuż Synaju, ale uznano, że nie może do tego więcej dochodzić. Erel zmienił skład nocnych patroli. Od tej pory miały być przeprowadzane przez dwa kutry torpedowe płynące bliżej wybrzeża i niszczyciela, towarzyszącego im w oddaleniu na północy .

## Przebieg bitwy

### Wersja izraelska

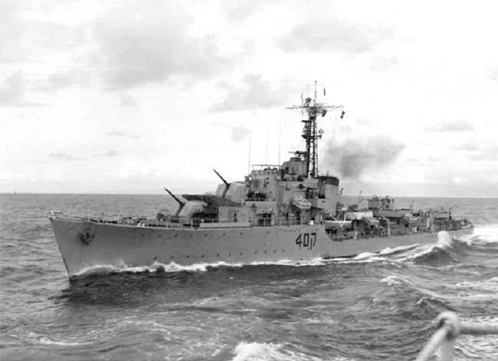
Izraelski niszczyciel „Ejlat”

11 lipca izraelskie jednostki będące na patrolu zakomunikowały dowództwu, że do portów w Aleksandrii, Port Saidzie i w Syrii przybyły okręty radzieckie. Wydarzenie to zaniepokoiło Izraelczyków. Cel wizyty i zamiary Sowietów nie były oficjalnie znane Izraelczykom. Uznano, że może być to próba podniesienia morale państw arabskich, także zabieg mający na celu powstrzymanie Izraela przed aktywnością militarną w regionie. Dowództwo Korpusu Morskiego natychmiast zawiadomiło wszystkie jednostki, aby te przestrzegały postanowień zawieszenia ognia oraz linii wyznaczającej to zawieszenie (32° dł. wsch.). Zgodnie z zasadami jednostki izraelskie nie mogły pierwsze zaatakować, mogły jedynie odpowiedzieć ogniem na atak .

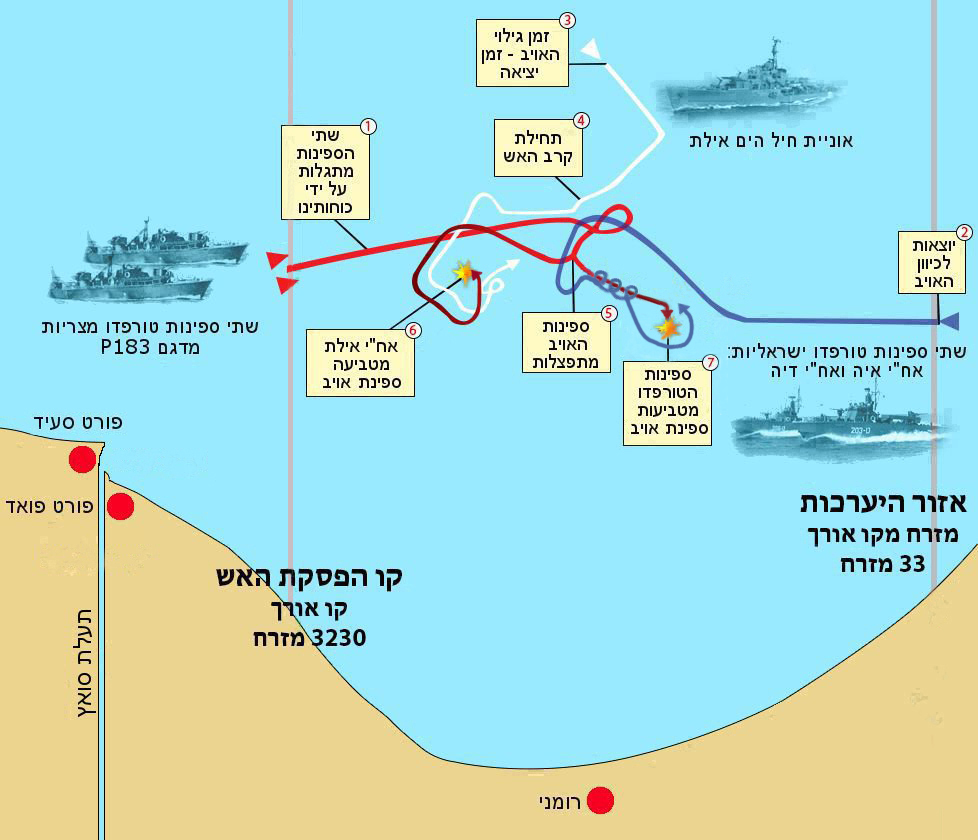
Przebieg bitwy. Po lewej stronie linia zawieszenia ognia na 32° dł. wsch. Kolorem czerwonym zaznaczono ruchy jednostek egipskich, niebieskim izraelskich kutrów, białym niszczyciela

Tego samego dnia o godzinie 22:00 sprawujący dowództwo nad dwoma izraelskimi kutrami torpedowymi (T-203 „Daja” i T-204 „Aja”) kapitan Eli Rahaw otrzymał informację od wywiadu o wyjściu w morze dwóch egipskich kutrów torpedowych . Poinformowano o tym, iż ich celem może być patrol wzdłuż wybrzeży Synaju lub przeprowadzenie desantu komandosów, których oddziały już wcześniej dokonywały ataków na linie kolejowe na półwyspie. Około godziny 23:00  lub 22:30 jednostki egipskie były widoczne na radarach izraelskich kutrów torpedowych, płynących z prędkością ok. 16-18 węzłów. Izraelczycy uznali, że są to jednostki, na które czekali i zaczęli ustawiać się na pozycjach bojowych. Nadano wiadomość do dowództwa o nawiązaniu kontaktu z przeciwnikiem. Generał Erel odpowiedział rozkazem zerwania kontaktu i zaprzestania jakichkolwiek działań. Dowódca niszczyciela „Ejlat”, podpułkownik Icchak Szuszan, stwierdził po bitwie, że komunikat otrzymał po otwarciu ognia przez Egipcjan. Szuszan chciał od razu zaatakować przeciwnika, ponieważ, jak się później okazało, błędnie zidentyfikował wrogie jednostki jako kutry torpedowe projektu 183R (kod NATO: Komar) wyposażone w rakiety przeciwokrętowe P-15 (SS-N-2A/B Styx). Nie podzielił się swoimi przemyśleniami na temat celu z dowódcami „Aji” (kpt. Rafi Raz) i „Daji” (kpt. Keren Gil) ze względu na obawy przed możliwym egipskim podsłuchem. Zarządził jednocześnie, aby niszczyciel jak najszybciej zbliżył się do egipskich kutrów, aby znaleźć się poniżej zasięgu domniemanych pocisków P-15. W tym czasie dowódcy „Aji” i „Daji”, które obrały kurs na północ, zrozumieli, że skrócenie dystansu przez „Ejlat” do Egipcjan doprowadzi do konfrontacji. Wobec tego wydano rozkaz uzbrojenia torped i obrano kurs na zachód .

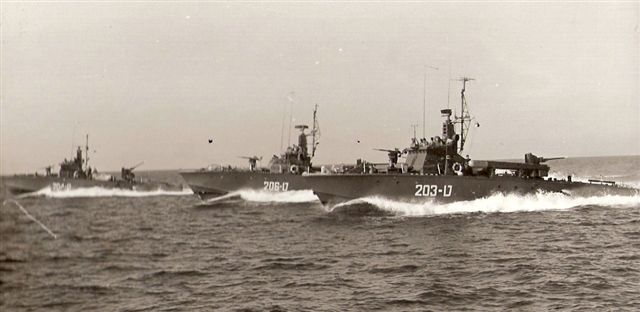
Izraelskie kutry torpedowe „Aja” T-204/ט204 (z lewej) i „Daja” T-203/ט203 (z prawej)

800 metrów przed celem dowódcy „Aji” i „Daji” rozkazali otworzyć ogień z działek okrętowych. Bliska odległość od celów sprawiła, że odczytywanie pozycji wroga z radaru było niemożliwe. Strzelcy w związku z tym korzystali z uwag marynarzy będących na pokładzie, którzy instruowali w którym kierunku strzelać. Egipcjanie z kolei odpowiadali ogniem w kierunku, z którego widoczne były błyski i smugi po izraelskich pociskach. Izraelczycy zaczęli manewry mające na celu zamknięcie drogi odwrotu jednostkom egipskim i danie czasu niszczycielowi na zbliżenie się. Gdy to nastąpiło, „Ejlat” otworzył ogień do Egipcjan. Dystans między jednostkami wynosił nawet 15 metrów. Jedna z jednostek egipskich po kilku trafieniach postanowiła użyć zasłony dymnej w celu ucieczki przed niszczycielem, mimo to została trafiona kolejnymi salwami i wybuchła. Drugi kuter torpedowy Egiptu obrał kurs na niszczyciel i chciał go zniszczyć poprzez taranowanie. Załodze „Ejlatu” udało się zniszczyć jednostkę przeciwnika zaledwie kilka metrów przed okrętem, a odłamki wyrzucone przez eksplozję zraniły izraelskich marynarzy będących na pokładzie. Jeden został raniony przez wyrzucone w powietrze drzwi kutra .
Starcie trwało 25 minut i w jego rezultacie Egipcjanie stracili dwa kutry torpedowe wraz z załogami. Łączną liczbę egipskich marynarzy szacowano na 40 osób. Po stronie izraelskiej zanotowano 8 rannych. Po bitwie „Ejlat” nadał komunikat do ONZ o poszukiwaniu rozbitków i rannych, jednak nikt nie ocalał.

### Wersja egipska

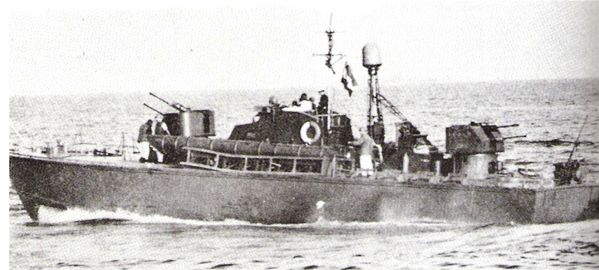
Egipski kuter torpedowy projektu 183 produkcji radzieckiej

Według Egipcjan Izraelczycy przygotowywali się do ataku na Port Said. Patrole niszczyciela „Ejlat” uważano za prowokacyjne. W ich trakcie miało dochodzić do naruszania linii zawieszenia ognia przez Izraelski Korpus Morski. Do takiego incydentu miało dojść w nocy z 11 na 12 lipca 1967 roku. O 21:30 radary morskie w Port Saidzie dostrzegły ruch wrogiej jednostki w odległości 18 mil morskich. Dowódca bazy morskiej, pułkownik Samich Ibrahim, nakazał stan gotowości kutrowi torpedowemu pod dowództwem kapitana Auniego Azura. O 22:30 doszło do spotkania w centrum operacyjnym bazy. Ibrahim poinstruował Azura o tym, iż ma ściągnąć wroga na wody terytorialne Egiptu, w okolice portu wojennego w Port Saidzie, nie wchodząc jednocześnie w kontakt ogniowy z Izraelczykami. Wówczas do starcia mógłby wejść egipski niszczyciel „Suez” .
O 22:45 w rejs patrolowy wypłynęły dwa kutry torpedowe. Jeden pod dowództwem Azura, drugi dowodzony przez porucznika Salacha Ajtę i podporucznika Radżaja Chatatę. Podczas rejsu okazało się, że radary w obu jednostkach działały nieprawidłowo i nie pozwalały na skuteczne wykrywanie celu. O godzinie 00:15 zakomunikowano pojawienie się niszczyciela „Ejlat”. Pięć minut później zaraportowano dwa kutry torpedowe, które zaatakowały Egipcjan wbrew prawu międzynarodowemu. Strona egipska powołując się na prawo do samoobrony postanowiła zaatakować Izraelczyków. O godzinie 00:46 dowództwo w Port Saidzie otrzymało informację o pożarze w jednym z kutrów, co uniemożliwiło mu wzięcie udziału w starciu z jednostkami izraelskimi. Kilka minut później kuter Azura nadał komunikat o uszkodzeniach, które nie pozwalały mu na skuteczne prowadzenie walki. Wobec tego Azur postanowił wbić się w bok niszczyciela. Zamysł ten został odkryty przez załogę „Ejlatu”, który rozpoczął manewry umożliwiające na oddalenie się od Egipcjan. W ich trakcie ostrzelano egipski kuter torpedowy i zniszczono go .